# Шведський хокейний союз
Шведський хокейний союз (швед. Svenska Ishockeyförbundet) — організація, яка займається проведенням на території Швеції змагань з хокею із шайбою. Заснована у 17 листопада 1922 року, член ІІХФ з 23 березня 1912 року. Інтереси хокею із шайбою до створення хокейного союзу представляв Шведський футбольний союз. Нині союз об'єднує близько 800 клубів і більше ніж 66 000 хокеїстів. У країні понад 300 критих арен. Найбільші зали: у Стокгольмі («Глоб-Арена») — 13 900 мест, Гетеборзі («Скандинавіум») — 12 085, Гетеборзі («Фрелундаборг») — 9300, Стокгольмі («Юганнесгоф») — 8422, Карлстаді («Лефбергс Лілья Арена») — 8050, Седертельє («Сканіарінкен») — 7515.

## Історія
Хокей у Швеції почав розвиватися у 1919 році завдяки зусиллям американського бізнесмена Роуля Ла Мата, який прибув у Стокгольм і займався прокатом кінофільмів. У молодості він грав у хокей, і йому вдалось зацікавити новим видом спорту шведських гравців бенді — хокею з м'ячем. Вже у 1920 році збірна Швеції брала участь у турнірі хокеїстів на літніх Олімпійських іграх у Антверпені, визнаним пізніше першим чемпіонатом світу.
У нової гри з'явилось багато прихильників. У Швеції виникли перші хокейні клуби, відбулись перші матчі. 18 лютого 1921 року у Стокгольмі був проведений чемпіонат Європи, що сприяв росту популярності хокею у країні. 1922 року був заснований Шведський хокейний союз, через рік прийнятий у Королівський спортивний союз Швеції. Першим головою Хокейного союзу став Ісаак Вестергрен, який фінансував виступи збірної Швеції в Антверпені. Через 2 роки його змінив Антон Юганссон, який очолював шведський хокей майже чверть століття.
Перша ковзанка зі штучним льодом з'явилась у Швеції у 1931 році. 1939 року на Королівському стадіоні Стокгольма введено в експлуатацію відкриту кавзанку зі штучним льодом. Перший хокейний зал був збудований у 1958 році в Єнчепінзі («Розенлундсгаллен»). 1978 року Швеція вийшла на 1-е місце в Європі за кількістю хокейних залів, причому їх стає дедалі більше. На початку 1970-х років найкращі шведські хокеїсти стали виступати за клуби НХЛ та ВХА. 

## Турніри
Чемпіонати Швеції проводяться з 1922 року. До 1955 року переможці виявлялися у фінальному матчі. До 1975 року була прийнята двоступенева система: спочатку команди територіальних груп «Південь» і «Північ» (8 команд у кожній) грали у 2 кола, потім 4 найкращі команди кожної групи розігрували місця з 1-го по 8-е (у 2 кола), а решта — з 9-го по 16-те. 1975 року утворена вища, «елітна», ліга з 10 клубів. З 1987—88 років в «елітній» лізі стали виступати 12 команд. У заключних матчах грають 8 найкращих клубів і в серіях до чотирьох перемог виявляють чемпіона Швеції.
Чемпіони Швеції: «Ета» (Стокгольм) — 1922-1924, 1927-1930, 1940 і 1948, «Седертельє» (Седертельє) — 1925, 1931, 1941, 1944, 1953, 1956 і 1985, «Юргорден» (Стокгольм) — 1926, 1950, 1954, 1955, 1958—1963, 1983 і 1989—1992, 1998 2000 і 2001, «Гаммарбю» (Стокгольм) — 1932, 1933, 1936, 1937, 1942, 1943, 1945 і 1951, АІК (Стокгольм) — 1934, 1935, 1938, 1946, 1947, 1982 і 1984, «Євле Годтемпларес» (Євле) — 1957, «Брюнес» (Євле) — 1964, 1966—1968, 1970—1972, 1976, 1977, 1980, 1993, 1999 і 2012, «Фрелунда» (Гетеборг) — 1965, 2003, 2005, «Лександс» (Лександ) - 1969 і 1973—1975, Шеллефтео АІК — 1978, «МоДо Хокей» (Ерншельдсвік) - 1979, «Фер'єстад» (Карлстад) — 1981, 1986, 1988, 1997, 1998 і 2002, «Бйорклевен» (Умео) — 1987, «Мальме» (Мальме) — 1992 і 1994, ГВ-71 (Єнчопінг) — 1995 і 2004, «Лулео» (Лулео) — 1996. У 1939, 1949 і 1952 роках чемпіонат не проводився.
Шведський хокейний союз веде список «Стур Грабб» («Великих хлопців») національного хокею. Таке звання присуджують найкращим гравцям країни після підрахунку очок за спеціальною системою. Щоб потрапити у «Стур Грабб», хокеїст повинен зіграти не менше 50 матчів за збірну країни. За кожен матч нараховується очко. Участь у ЗОІ, ЧС і Кубку Канади (Кубку світу) оцінюється так: золота медаль дає 30 очок, срібна — 20, бронзова — 10. Своя система підрахунку очок прийнята і при веденні списку найкращих арбітрів.

## Гравці та національна збірна
На міжнародну арену збірна Швеції вийшла ще до утворення хокейного союзу. 1920 року вона брала участь у першому чемпіонаті світу. Перший матч збірна Швеції провела 23 квітня 1920 року зі збірною Бельгії (8:0). 1938 року хокеїсти збірної Швеції вперше вийшли на лід із «трьома коронами» на грудях. Відтоді за командою закріпилася назва «Тре Крунур». Збірна Швеції — чемпіон світу 1953, 1957, 1962, 1987, 1991, 1992, 1998, 2006 і 2013 років. Чемпіон зимових Олімпійських ігор 1994.
Найсильніші гравці Швеції різних років: 
- воротарі: Т. Флодквіст, Ч. Свенссон, Леннарт Геггрут, Лейф Гольмквіст, Крістер Абрагамссон, Т. Лефквіст, Йоран Гегюста, Пер Ерік Ліндберг, Петер Ліндмарк, Рольф Ріддервалль, Петер Ослін, Томмі Седерстрем, Томмі Сало;
- захисники: Ларс Бйорн, Г. Сведберг, Роланд Стольтц, Б. У. Нурдландер, А. Карлссон, Л. Сведберг, Томмі Бергман, Томмі Абрагамссон, Ларс Ерік Шеберг, Б. Сальмінг, Б. Юганссон, Матс Вальтін, Т. Юнссон, Т. Ерікссон, Андерс Ельдебрінк, М. Чільстрем, Фредерік Олауссон, Томмі Самуельссон, Челль Самуельссон, Ульф Самуельссон, Калле Юганссон, Кеннет Кеннхольт, Ніклас Лідстрем, Петер Андерссон, Ф. Стілльман, Кенні Юнссон, Маттіас Нурстрем, Томмі Шедін, Магнус Свенссон, Томмі Альбелін, Маркус Рагнарссон, Маттіас Елунд;
- нападники: Свен Юганссон-Тумба, Гольгер Нурмела, Г. Еберг, Рональд Петтерссон, Н. Нільссон, Л.-Е. Лундвалль, Ульф Стернер, Турд Лундстрем, Інге Гаммарстрем, Гокан Вікберг, Стефан Карлссон, Л. Е. Нільссон, Андерс Гедберг, Дан Лабраатен, Матс Ольберг, Пер-Улоф Брасар, Р. Ерікссон, Т. Градін, Матс Неслунд, Бенгт Оке Густафссон, Дан Седерстрем, Томас Стеен, Патрік Сундстрем, Пер-Ерік Еклунд, Томас Рундквіст, Томас Сандстрем, Гокан Лооб, Гокан Седергрен, К. Нільссон, Юган Гарпенлев, Мікаель Ренберг, Ульф Дален, Чарльз Берглунд, Матс Сундін, Петер Форсберг, Б. М. Андерссон, Патрік Юлін, Патрік Челльберг, Мікаель Юганссон, Юнас Бергквіст, Даніель Альфредссон, Фредрік Модін, Мікаель Нюландер, Й. Йонссон, Андерс Карлссон.